# Dhil al ardh
Dhil al ardh (àrab: ظل الأرض, Ẓill al-arḍ, ‘L'ombra de la terra’), comercialitzada internacionalment com L'Ombre de la terre, és una pel·lícula dramàtica tunisiana de 1982 dirigida per Taïeb Louhichi. Va ser inscrita al 13è Festival Internacional de Cinema de Moscou i també va ser projectat per la Setmana Internacional de la Crítica al Festival de Canes.

## Trama
Aquesta pel·lícula segueix els últims membres d'un campament fronterer aïllat. El patriarca de la comunitat viu en una de les quatre tendes que formen la totalitat del campament, juntament amb un ramat. Les altres tres tendes estan habitades pel fill i els nebots del patriarca juntament amb les seves famílies. Les seves provisions de blat s'esgoten a poc a poc i el seu bestiar, afectat per una malaltia desconeguda, s'està morint. Els fills del patriarca abandonen la comunitat i es dirigeixen cap al nord per unir-se a l'exèrcit o per provar sort a l'estranger. El patriarca i la seva nora són els únics que queden al campament fins que ella també ha de marxar; viatja a la capital per acomiadar-se del seu marit, mort mentre busca feina a l'estranger. Aquesta pel·lícula és la crònica d'una comunitat amenaçada per les malediccions de la natura, les amenaces de l'altra banda de la frontera i els poders centrals. També és un bonic poema visual que torna a la vida, a través de la memòria humana, la llegenda dels invasors àrabs i estrangers.

## Repartiment
- Despina Tomazani
- Hélène Catzaras
- Mouna Noureddine
- Rachel Khémir
- Abdellaziz Ben Mahmoud
- Mohammed Mansour
- M'Barka Jrad

### Premis
- 35è Festival Internacional de Cinema de Canes : Premi Unesco i menció del jurat ecumènic[3]
- Fesival Internacional de Cinema de Mannheim-Heidelberg (1982) : Ducat d’Or[4]
- Taormina Film Fest (1982) : Premi de la ciutat i de la crítica italiana[5]
- 13è Festival Internacional de Cinema de Moscou : Premi especial del jurat
- Fespaco (1983) : millor guió i millor operador
- International Film Festival Vues d'Afrique (1985) : Grand Prize of Les Journées du cinéma africain de Montréal[6]